# سن برناردینو وربانو
سن برناردینو وربانو (به ایتالیایی: San Bernardino Verbano) یک کومونه در ایتالیا است که در استان وربانو-کوزیو-اوسولا واقع شده‌است.

## خصوصیات
سن برناردینو وربانو ۲۶٫۰ کیلومترمربع مساحت و ۱٬۳۲۲ نفر جمعیت دارد.